# Цезении
Цезениите (gens Caesennia) са етруска фамилия от Тарквиния в Древен Рим.
Известни от фамилията:
- Цезения, 1 век пр.н.е., съпруга на Марк Фулциний и на писателя Авъл Цецина
- Апрония Цезения, съпруга на Гней Корнелий Лентул Гетулик (консул 26 г.)
- Луций Апроний Цезиан, консул 39 г.; син на Апрония Цезения
- Луций Юний Цезений Пет, консул 61 г.
- Луций Юний Цезений Пет (консул 79 г.), суфектконсул 79 г.
- Луций Цезений Соспет, суфектконсул 114 г.
- Луций Юний Цезений Пет (сенатор) (* 65 г.), женен за Ария Антонина (* 70 г.), леля на Антонин Пий и баща на суфектконсула от 128 г.
- Луций Цезений Антонин, суфектконсул 128 г.
- Ария Цезения Павлина (120 - 161 г.), дъщеря на суфектконсула от 128 г.; съпруга на Марк Ноний Макрин (суфектконсул 154 г.)
- Цезения, съпруга на Публий Юний Пастор, майка на консула от 163 г.
- Авъл Юний Пастор Луций Цезений Соспет, консул 163 г.